# Catherine Cesarsky
Catherine Jeanne Césarsky (ur. 24 lutego 1943 w Ambazac) – francuska astronom i astrofizyk.

## Życiorys
Urodziła się we Francji, ale dorastała w Argentynie, w latach 1959-1965 studiowała fizykę na Universidad de Buenos Aires. Kontynuowała edukację na Harvard University, gdzie w 1971 roku uzyskała stopień doktora astronomii. W latach 1971–1974 prowadziła badania na Wydziale Astronomii California Institute of Technology, po czym wróciła do Francji, gdzie podjęła pracę w Service d’astrophysique w Komisji Energii Atomowej i Energii Alternatywnych (CEA – Commissariat à l'energie atomique et aux énergies alternatives) w Saclay.
W latach 1999–2007 była dyrektorem Europejskiego Obserwatorium Południowego. Przez jedną kadencję (2006-2009) pełniła funkcję prezesa Międzynarodowej Unii Astronomicznej.
Prowadzone przez nią badania dotyczyły początkowo rozprzestrzeniania się i składu promieniowania kosmicznego. W późniejszym okresie prowadziła głównie obserwacje w zakresie podczerwieni (astronomia podczerwona).
Jest autorką ponad 350 prac naukowych.
Jest zagranicznym członkiem brytyjskiego Towarzystwa Królewskiego oraz Królewskiej Szwedzkiej Akademii Nauk.

## Wyróżnienia i nagrody
- 1989: Kawaler Narodowego Orderu Zasługi
- 1994: Kawaler Legii Honorowej
- 1998: COSPAR Space Science Award
- 1999: Oficer Narodowego Orderu Zasługi
- 2004: Oficer Legii Honorowej
- 2009: Prix Jules-Janssen
- 2010: Doktorat honoris causa Uniwersytet Genewski